# دبابة بانثر
دبابه بانثر هي دبابة متوسطة صنعت في ألمانيا النازية في الحرب العالمية الثانية التي عملت في الفترة من منتصف 1943 إلى نهاية الحرب العالمية الثانية في عام 1945. كان القصد منها أن تكون مضادة للدبابة السوفيتية تي-34، واستبدال الدبابات الألمانية بانزر-3 وبانزر-4، على الرغم من أنه قد خدموا معهم فضلا عن الدبابات بانزر الثقيله وحتى نهاية الحرب. بانثر تتميز بتركيبة ممتازة وقوة المدفعية، والتنقل، والحماية، بعد انتهاء الحرب مباشرة يعتبر تصميم الدبابة ضمن أفضل تصميم للدبابات أثناء الحرب العالمية الثانية.
تجمع الدبابة بانثر مزيج من المميزات البارزة والتي تتألف من قوة النيران والتنقل والحماية والتي اعتبرت كمقياس من قبل الدول الأخرى أثناء الحرب وكذلك بعد الحرب حتى ظهور الدبابة البريطانية سنتوريون
بعد نهاية الحرب أعتقد الكثيرون أن تصاميم الدبابة تصنف ضمن أفضل تصميم للدبابات أثناء الحرب العالمية الثانية من ناحية المواصفات ومقارنتها بالدبابات الأخرى، حيث تميزت بالسرعة العالية والقدرة على السير من خلال الطرق الوعرة بالإضافة إلى الحماية والدروع المتقدمة وقوة النيران الهائلة حيث تميزت بدقة الإصابة ومسدد فائق الأداء كذلك تميزت باحتوائها على معدات متطورة جدا حيث تحتوي على سبيل المثال مسدد ومنظار يستخدم الأشعة تحت الحمراء والذي يعد متقدم جدا في حينه.

## تسميتها
حتى عام 1944 كان يطلق عليها ب (Panzerkampfwagen V Panther) كما أطلق عليها مكتب الذخائر والمخزون النازي ب (Sd.Kfz. 171), في 27 فبراير 1944، أمرهتلرأن يتم حذف الرقم الروماني V والتي تعنى الرقم 5 من تسميتها لكي تسمى بانثر فقط بدلا من بانزر 5.

## التصميم
دبابة بانثر تعتبر ردا مباشرا للدبابات السوفياتية 34 T ودبابة كليمنت فوروشيلوف. المواجهة الأولى كانت في 23 يونيو عام 1941، حينما تفوقت الدبابة السوفيتية T-34على دبابة بانزر 3 وبانزر4. وبسبب إصرار الجنرال هاينز جودريان Heinz Guderian ، أوفدت مفوضية البانزر Panzerkommision لجنة خاصة إلى الجبهة الشرقية لتقييم 34 T .تتميز الدبابة السوفيتية بمميزات وخصائص عديدة ومن بين المميزات الأكثر أهمية وجود الدرع المائل والذي حسن من انحراف النيران المعادية بالإضافة إلى فعالية سمك الدرع في مقاومة الاختراق من قبل القذائف المضادة للدروع وتتميز أيضا بالسرفة العريضة والتي تمكنها من الحركة على الأراضي اللينة كما تمتلك مدفع قوي ذو عيار 76.2 ملم والذي يعتبر جيد لاختراق الدروع المعادية عبر إطلاق القذائف شديدة الانفجار.
في أبريل 1942 تم إسناد تصميم الدبابة الحديثة VK30.02 والتي تزن من 30 -35 طن إلى شركة دايملربنز (DB) وماشين فابريكا وغسبورغنورنبرغ والتي يطلق عليها اختصارا (MAN).كان تصميم (DB) بمثابة تكريم مباشر إلى 34 T حيث تماثل جسم وبرج الدبابة الجديدة مع أجزاء الدبابة السوفيتية،34 T نظام التعليق في الدبابة بانثر تم باستخدام نوابض ورقية (Leaf Springs) بينما نظام التعليق في الدبابة 34 T يستخدم نوابض لولبية. البرج الذي قامت بتصميمه شركة دايملربنز (DB) كان أصغر من البرج الذي صممته مان (MAN) بالإضافة إلى صغر حلقة البرج وكان ذلك نتيجة إلى ضيق الهيكل حيث تتطلب وضع نظام التعليق ذو النوابض الورقية خارج الهيكل الرئيسي. الميزة الرئيسية التي تتميز بها نظام تعليق النوابض الورقية (leaf springs) على نظام العارضة الالتوائية (torsion bar) طول الظل للهيكل سيكون قصيرا بالإضافة إلى تصميم نظام ممتص الصدمات يعتبر أكثر بساطة. تصميم الدبابة مماثل للدبابة السوفيتية 34 T حيث تم إضافة عجلة مسننة خلفية بينما طاقم البرج للدبابة المصممة من قبل DB دايملربنز يتألف من ثلاثة أفراد، مدفعي وملقم وقائد الدبابة بالإضافة كان من المخطط تركيب المدفع L/70 75 mm الذي يعتبر أثقل وأطول من مدفع الدبابة 34 T, لكن صعوبة تثبيت المدفع على برج دايملربنز(DB) أدى إلى التفكير في تقليص طاقم البرج إلى شخصين ولكن تم تجاهل هذه الفكرة في نهاية المطاف.
التصميم الذي وضع من قبل شركة (MAN) يجسد الفكر الألماني التقليدي في تصميم الدبابات حيث تم تثبيت العجلة المسننة وعجلة الحركة في المقدمة بالإضافة إلى تثبيت البرج بشكل مركزي على بدن الدبابة، يمتلك هذا النموذج محرك بنزين وثمان أنظمة تعليق من نوع العارضة الالتوائية (torsion bar) لكل جانب. يعتبر نموذج شركة مان (MAN) أعلى ارتفاعا وأوسع من نموذج شركة دايملربنز (DB) ويعود ذلك إلى وجود أنظمة التعليق من نوع (torsion bar) ووجود عمود الإدارة (drive shaft) مثبتا أسفل مجموعة البرج (Turret Basket).في وقت مبكر، قامت شركة هينشل (هينشيل أند صن) بتصميم الدبابة الثقيلة نمر1 (Tiger1) والذي أستخدم (slack-track)كنموذج لمسار الدبابة والذي يعني وجود عجلات كبيرة متداخلة مع فواصل بينية بدون عجلة إرجاع في الجزء العلوي من المسار، تم تكرير مفاهيم التصميم بشكل عام على تصميم الدبابة بانثر مان (MAN).
تم عرض التصميمين (بانثر مان) و (بانثر بنز) خلال الفترة من يناير حتى مارس 1942. الوزير النازي فريتز تودت (Fritz Todt) وخلفه ألبرت شبير (Albert Spee) أوصيا جميعهما بنموذج بانثر بنز (DB) للميزات العديدة التي يتفوق فيها على نموذج بانثر مان الأولي. قامت شركة مان (MAN) بتحسينات عديدة على تصميم بانثر مان من خلال الاستفادة من الاقتراحات التي صدرت عن النموذج بانثر بنز وتم مراجعة التصميم من قبل لجنة مخصصة من قبل هتلر في مايو 1942.قام هتلر بالموافقة على التصميم النهائي لشركة مان حيث أن الأحد الأسباب الرئيسية للموافقة على تصميم شركة مان استخدامها لبرج مصمم سلفا من قبل شركة راينميتال (Rheinmetall-BORSIG) بينما نموذج بنز سيتطلب البحث عن شركة جديدة للتصميم والتصنيع مما سيستغرق وقت أكثر وتأخر في الإنتاج. أنتت مصانع بورش دبابة بانثر، بصندوق تروس أوتوماتيكيًا بـ6 سرعات ويتميز بالتحكم الهيدروليكي. ويبدو أن هذا الطراز معقد ومتطور بشكل سابق لعصره، لدرجة أنه كان غير مناسب تمامًا للقتال في الخطوط الأمامية أو للاستخدام بواسطة سائقين شباب، ينقصهم التدريب والخبرة.

### ألبرت شبير
ألبرت شبيير يتحدث عن دبابة البانثر ضمن سيرته الذاتية:
صممت دبابة تايجر لكي تزن 50 طن ولكن بطلب من هتلر تم زيادتها إلى 75 طن، ثم قررنا أن نقوم بتصميم دبابة جديدة تزن 30 طن وللدلالة على خفة حركتها تم إطلاق عليها بانثر (Panther) والتي تعني نمر. على الرغم من خفة الوزن إلا أنها تعمل بمحرك مماثل لمحرك دبابة النمر (Tiger) بحيث يمكن أن ينتج سرعة متفوقة، ولكن في غضون سنة أصر هتلر على إضافة الكثير من الدروع على بدن الدبابة وإضافة مدفع ضخم حيث أصبح الوزن النهائي للدبابة 48 طن والذي يمثل الوزن الأساسي للدبابة نمر (Tiger).

## الإنتاج
يتميز تصميم شركة مان (MAN) بقدرات مميزة للاقتحام وذلك يعود إلى سهولة استخدام المدفع وصيانته والقدرة العالية على التنقل بسبب نظام التعليق المميز واتساع عرض المسار (الجنزير) بالإضافة إلى سعة خزان الوقود. بحلول سبتمبر 1942 , تم إنتاج النموذج الأول من الفولاذ الطري والذي تم قبوله رسميا بعد الاختبار في منطقة (kummersdorf) الألمانية وتم وضع الدبابة في خط الإنتاج فورا ولكن بداية الإنتاج تأخر بسبب وجود عدد قليل من الآلات المخصصة لتشكيل هيكل الدبابة، تم إنتاج الدبابة بشكل رسمي في ديسمبر والتي تعاني من مشاكل مصنعيه نتيجة للتسرع في الإنتاج، أزداد الطلب على الدبابة بشكل مرتفع مما أدى إلى توسع الشركة المصنعة مان (MAN) ليشمل بنز (DB) وشركة الأعمال الهندسية (Maschinenfabrik) ونيدرساشسن-هانوفر (Niedersachsen-Hannover) وشركة هنشل وسون (Henschel & Sohn) التي تقع في مدينة كاسل الألمانية.
العدد الأولي للإنتاج كان 250 دبابة شهريا يتم انتاجه من قبل شركة مان (MAN) ثم أرتفع ليصل إلى 600 دبابة شهريا في يناير 1943 , على الرغم من كل الجهود الدؤوبة لم يمكن الوصول إلى هذا الرقم بسبب القصف المستمر من قبل قوات التحالف والعقبات الصناعية حيث بلغ معدل الإنتاج الشهري 148 دبابة في عام 1943 ثم ارتفع ليصل إلى 315 شهريا في عام 1944 حيث بلغ عدد الدبابات التي أنتجت من نوع بانثر (Panther) في تلك السنة 3,777 دبابة وبلغت ذروة الإنتاج في يوليو لتصل إلى 380 دبابة حتى توقف إنتاج الدبابة بحلول مارس 1945. مع المجموع الكلي الذي لايقل عن 6000 دبابة تم صناعتها بلغ عدد الدبابات التي اشتركت في الجبهات القتالية 2,304 دبابة حتى 1 سبتمبر 1944 لكن في نفس الوقت تم الإبلاغ عن فقدان عدد قياسي من الدبابات يصل إلى 692 دبابة.
قصف الحلفاء كان موجها لقطع خطط الإنتاج لكل من الدبابة نمر (Tiger1) والدبابة بانثر (Panther) ومصنع المحركات مايباخ (Maybach) الذي تعرض للقصف خلال ليلتي 27و28 أبريل 1944 مما أدى إلى اغلاق خط الإنتاج لمدة خمسة أشهر، تم التخطيط لبناء مصنع بديل لضمان استمرار خط الإنتاج وأطلق على المصنع مصنع الاتحاد للمركبات (Auto-Union plant) في مدينة Siegmar وبدأ الإنتاج في مايو 1944, بدأت قاذفات الحلفاء في قصف مصانع دبابات البانثر مع غارة جوية على مصنع بنز (DB) في السادس من أغسطس 1944 ومرة أخرى خلال ليلتي 23 و24 أغسطس، تم ضرب مصانع مان (MAN) في العاشر من سبتمبر والثالث والتاسع عشر من أكتوبر 1944 ومرة أخرى خلال ليلتي 20 و21 فبراير 1945, بينما لم يتم قصف مصانع الدبابات نيدرساشسن-هانوفر (Niedersachsen-Hannover) حتى 14 و28 مارس 1945.
أجبر القصف الكثيف على مصانع الدبابات على تخفيض نسبة إنتاج قطع الغيار، حيث انخفضت قطع الغيار كنسبة مئوية إلى إنتاج الدبابات من 25-30 % في 1943 إلى 8% في خريف 1944, مما ضاعف المشاكل على أعداد دبابات البانثر (Panther) الفعالة حيث تم استخدام قطع الدبابات الأخرى التي في ميدان العمليات كقطع غيار.

### أرقام الإنتاج
دبابات البانثر (Panther) تعتبر ثالث أكثر عربات مدرعة ألمانية تم إنتاجها بعد المدفعية الهجومية (شتورمجيشوتس 3) التي أنتج منها 9408 مركبة والدبابة بانزر 4 (Panzer IV) التي أنتج منها 8298 مركبة.
| النموذج                   | التاريخ              | العدد | ملاحظات                         |
| ------------------------- | -------------------- | ----- | ------------------------------- |
| نموذج أولي                | 11/1942              | 2     | أطلق عليهما الإصدار 1 والاصدار2 |
| Ausf. D                   | من 1/1943 إلى 9/1943 | 842   |                                 |
| Ausf. A                   | من 8/1943 إلى 6/1944 | 2,192 | بعض الأحيان يطلق عليها Ausf.A2  |
| Ausf. G                   | من 3/1944 إلى 4/1945 | 2,953 |                                 |
| BeobachtungspanzerPanther | من 1944 إلى 1945     | 41    | تم تحويلها                      |
| Befehlspanzer Panther     | من 5/1943 إلى 2/1945 | 329   | تم تحويلها                      |
| Bergepanther              | من 1943 إلى 1945     | 347   |                                 |

### إنتاج دبابات البانثر في عام 1944 من قبل الشركات
| المصُنع                                                                          | النسبة المئوية من المجموع |
| ------------------------------------------------------------------------------- | ------------------------- |
| شركة مان (MAN)                                                                  | 35%                       |
| شركة بنز (Daimler-Benz)                                                         | 31%                       |
| شركة الأعمال الهندسية نيدرساشسن-هانوفر (Maschinenfabrik Niedersachsen-Hannover) | 31%                       |
| أخرى                                                                            | 3%                        |

## معرض صور

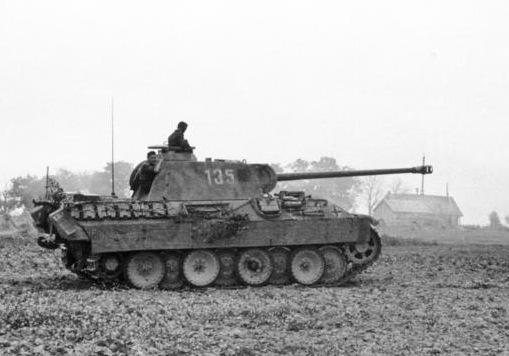
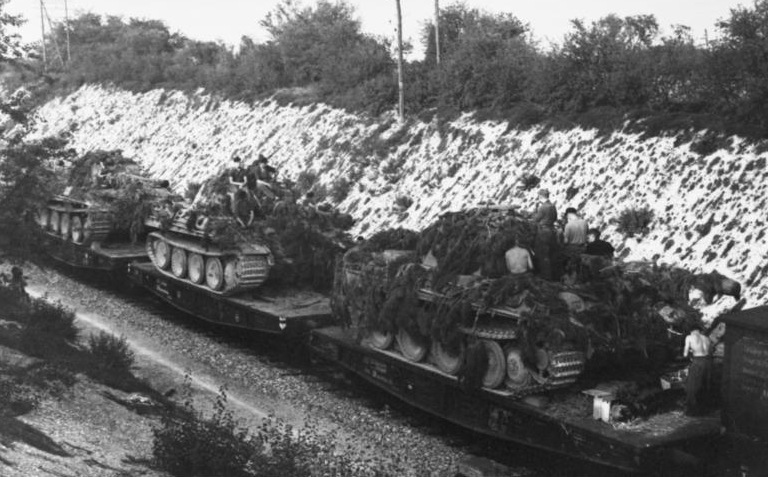
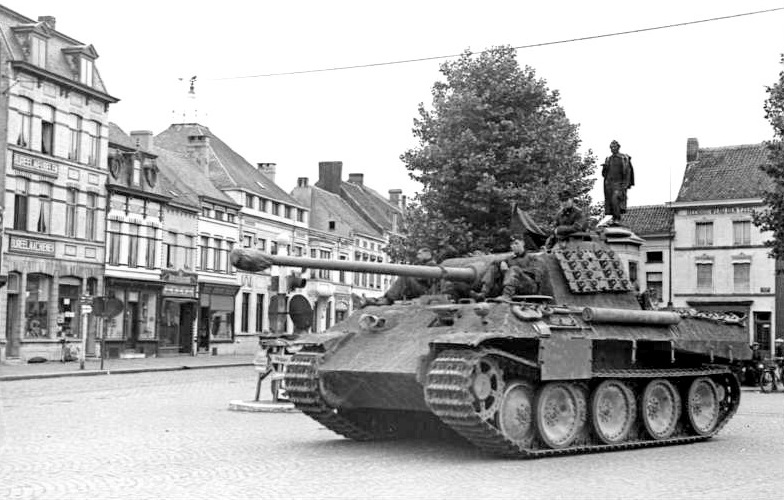
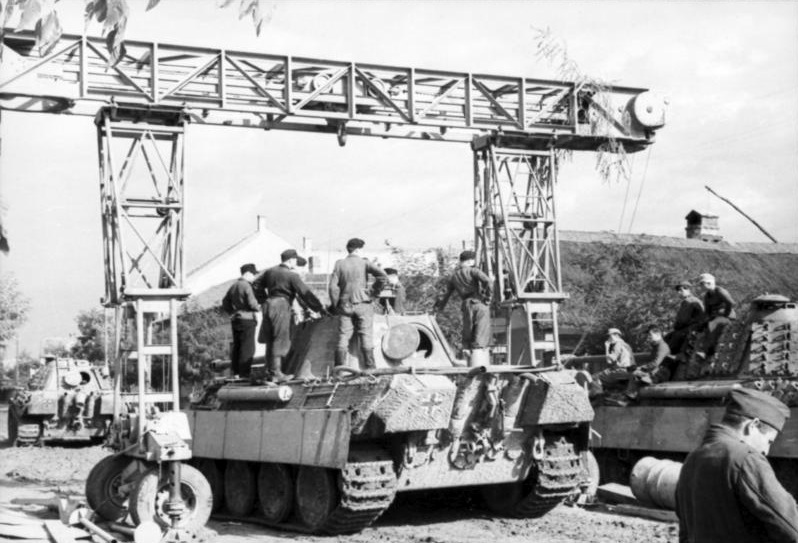
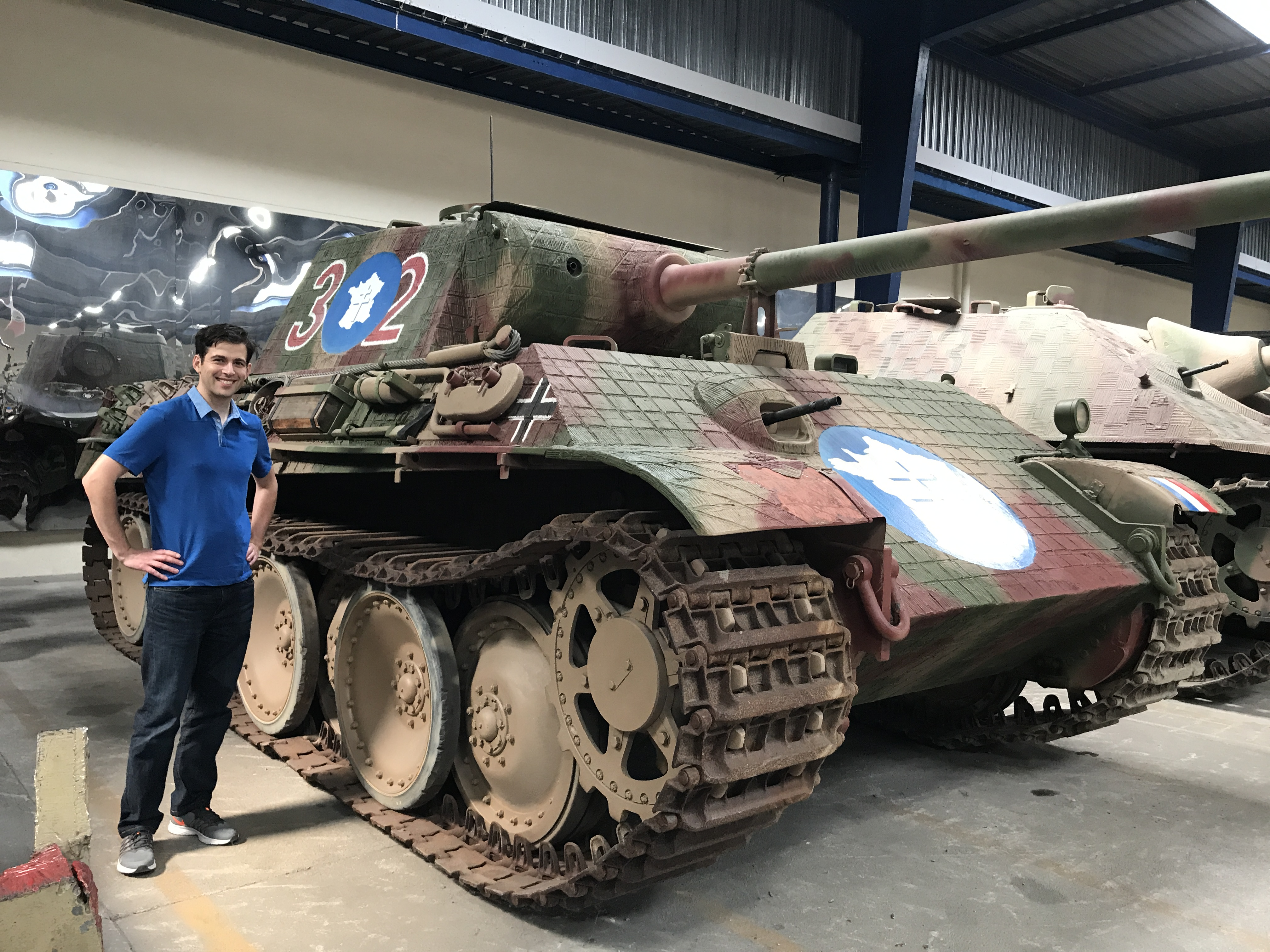